# Semarang
Semarang (indonésky Kota Semarang) je indonéské město ve střední části ostrova Jáva, na jeho severním pobřeží a v ústí stejnojmenné řeky. Je hlavním městem provincie Střední Jáva. Podle sčítání z roku 2010 mělo 2 067 254 obyvatel a bylo tak šestým nejlidnatějším městem v Indonésii. Rozlohou 373 km² je pak pátým největším městem po Jakartě, Surabaje, Bandungu a Medanu. Je především průmyslovým a obchodním centrem. Během koloniální éry (Indonésie byla nizozemskou kolonií) se stal Semarang hlavním přístavem země.

## Klima
Město leží na rozhraní rovníkového a tropického monzunového podnebného pásu, průměrná roční teplota ve městě je 28 °C. Počasí je tedy horké a vlhké. Zejména v lednu, kdy vrcholí období dešťů, bývají ve městě záplavy.
Špatné hospodaření s vodou způsobilo, že se půda ve městě propadá místy až o 15 cm ročně. Důsledkem jsou velké záplavy, které si vyžadují velmi nákladná opatření.

## Obyvatelstvo
Ve městě žijí především Javánci, kteří mluví jazykem javindo, což je kreolský jazyk se základem v nizozemštině. Asi 5 % obyvatelstva tvoří dávno usedlí etničtí Číňané, kteří z velké části žijí v čínské čtvrti, ale hovoří javindo a tvoří pevnou součást společnosti. Většina obyvatel vyznává islám.

## Historie
Při ústí řeky Semarang do moře vznikla živá tržní osada s velkou čínskou čtvrtí a nizozemskou pevností. Roku 1678 předal sultán město Nizozemské východoindické společnosti na umoření svých dluhů. Společnost vedla dlouhé války a do města mnoho neinvestovala. V polovině 19. století postavili Nizozemci podél severního pobřeží Jávy Velkou poštovní silnici a brzy nato i železniční síť, jejímž hlavním uzlem byl Semarang. Vznikl zde tehdy moderní přístav, odkud se vyvážel hlavně cukr, káva, tabák, rýže a další zemědělské výrobky a plodiny.

## Popis
Západ města je průmyslová zóna, na severu je mořské pobřeží a přístav. Středem města je historická čtvrť s charakteristickou koloniální architekturou, několika barokními kostely, velkou mešitou,ale i přepychovými vilami a dalšími pamětihodnostmi. Důležitou částí centra je tradiční čínská čtvrť. Turistickou páteří města se stala řeka Semarang a její nábřeží s parkovou úpravou a mnoha atrakcemi.

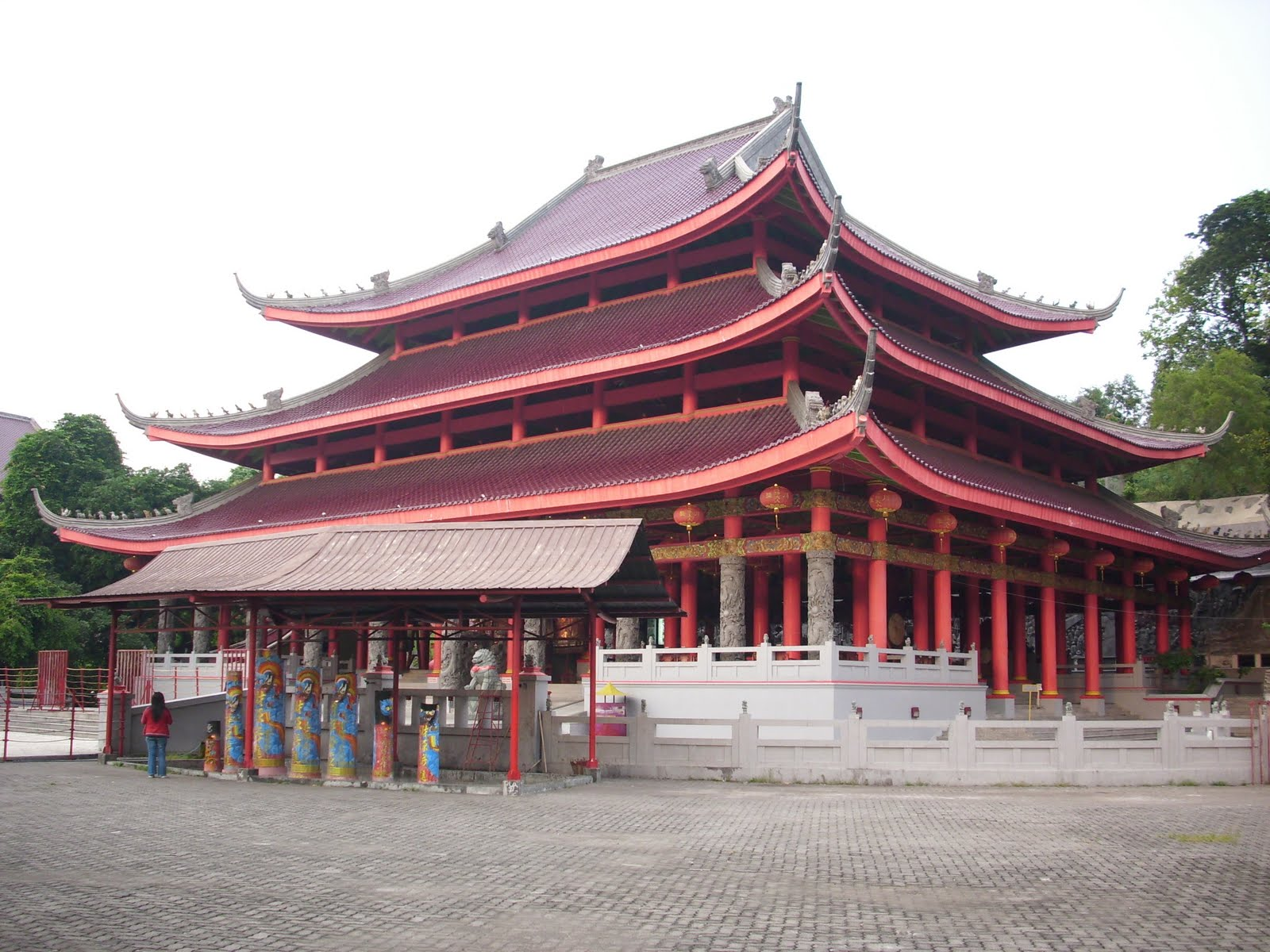
Hlavní z chrámů Sam Po Kong

### Pamětihodnosti
- Sam Poo Kong je nejstarší čínský chrámový komplex v Semarangu s pěti chrámy na celkové ploše 3,2 ha. Podle tradice jej založil čínský muslimský cestovatel a dobyvatel Čeng Che počátkem 15. století. Byl mnohokrát obnovován a v současnosti jej užívají nejen muslimové, ale také hinduisté, buddhisté a další.
- Blenduk je barokní protestantský kostel s kopulí z roku 1753.
- Kamenný památník Tugu Muda, vysoký 23 metrů, připomíná pětidenní bitvu a oběti mladých Indonésanů s Japonci v roce 1945.
- Velká mešita na ploše 10 ha blízko přístavu byla otevřena v roce 2006. Má hlavní prostor pro 2 tisíce lidí, na nádvoří se vejde 15 tisíc osob.

## Školství
V Semarangu je asi 600 základních škol, 220 nižších a přes 100 vyšších gymnázií, 88 odborných škol a 20 univerzit, z toho 8 soukromých. Nejvýznamnější jsou dvě:
- Dipenegoro (UNDIP), státní univerzita s 11 fakultami, založená roku 1956
- Soegijapranata (UNIKA), katolická univerzita s 8 fakultami, založená 1982

## Náboženství
Obyvatelstvo je dle náboženství rozděleno takto:
- islám - 86,78 %
- protestanti - 6,91 %
- katolíci - 4,97 %
- buddhismus - 0,64 %
- hinduismus - 0,10 %
- konfucianimus - 0,07 %
- ostatní - <0,01 %

## Osobnosti
Ve městě se narodil mj. nositel Nobelovy ceny za lékařství Willem Einthoven.

## Galerie

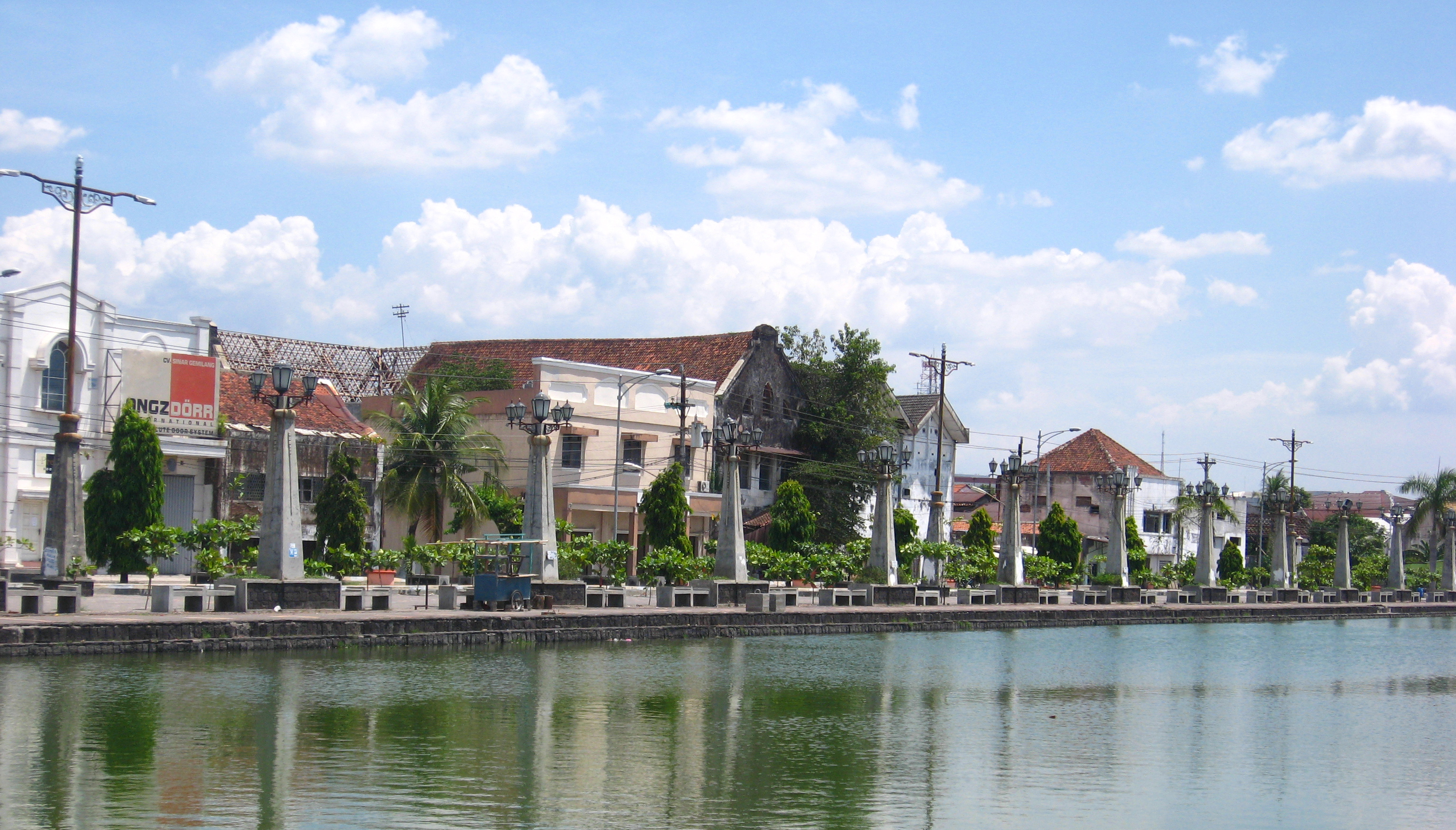
Staré město s koloniální architekturou
Chrám Blenduk, nejstarší kostel ve městě
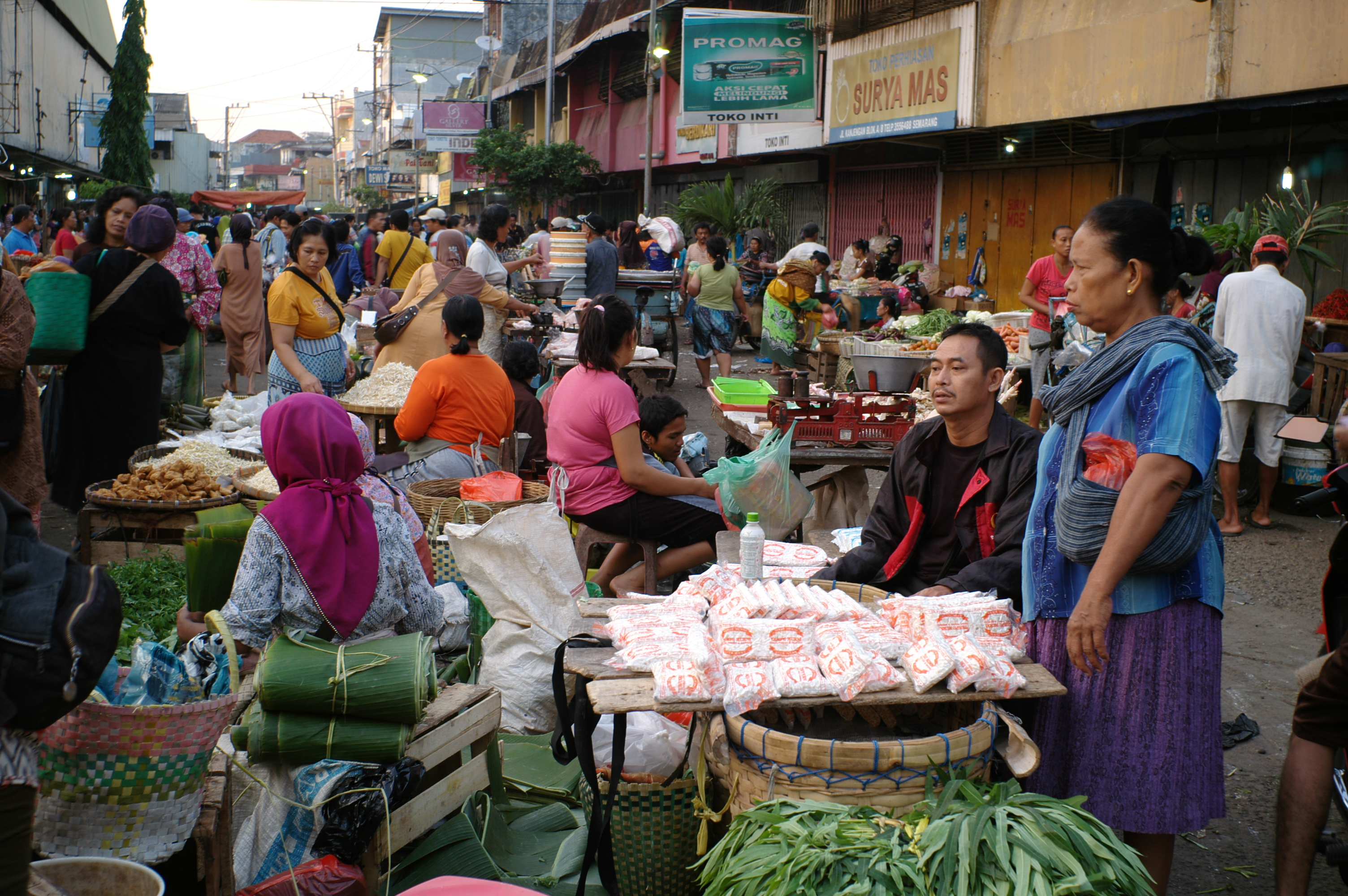
Pouliční trh

## Partnerská města
- Brisbane, Queensland, Austrálie

- Danang, Vietnam